# آيت مولي (زايدة)
آيت مولي هي إحدى مشيخات المملكة المغربية، تتبع جغرافيا لإقليم ميدلت وإداريًا لزايدة. يقدر عدد سكانها بـ 1641 نسمة حسب الإحصاء الرسمي للسكان والسكنى لسنة 2004.